# ITunes Live from London (extended play de Miley Cyrus)
iTunes Live from London es el primer EP y el segundo álbum en vivo de Miley Cyrus. Fue lanzado exclusivamente en iTunes como descarga digital por Hollywood Records el 12 de mayo de 2009. El álbum fue grabado en directo en el Apple Store de Londres, en Inglaterra, el 24 de abril de 2009.
En el extended play también colabora Billy Ray Cyrus, que interpretó dos canciones, Back to Tennessee y Thribilly de su álbum Back to Tennessee, al principio, y a dueto con su hija Miley Cyrus, en dos canciones, Butterfly Fly Away y Thribilly al final del álbum.
El extended play no está disponible en el iTunes Store de Estados Unidos.

## Lista de canciones
| N.º | Título                                                 | Duración |  |
| 1.  | «Back To Tennessee» (Billy Ray Cyrus)                  | 6:06     |  |
| 2.  | «Thrillbilly» (Billy Ray Cyrus)                        | 4:23     |  |
| 3.  | «See You Again» (Miley Cyrus)                          | 3:42     |  |
| 4.  | «7 Things» (Miley Cyrus)                               | 4:05     |  |
| 5.  | «Fly on the Wall» (Miley Cyrus)                        | 2:56     |  |
| 6.  | «The Climb» (Miley Cyrus)                              | 4:48     |  |
| 7.  | «Butterfly Fly Away» (Miley Cyrus con Billy Ray Cyrus) | 3:55     |  |
| 8.  | «Thrillbilly» (Billy Ray Cyrus con Miley Cyrus)        | 5:01     |  |